# Makaila Nguebla
Makaila Nguebla est un journaliste, blogueur et activiste connu pour être un opposant au pouvoir tchadien,,. En 2005, ses critiques à l'égard du régime d'Idriss Deby exprimé sur son blog lui valent une expulsion de la Tunisie, qui l'amène à Dakar au Sénégal.
Le 7 mai 2013, il est convoqué à la direction de la surveillance du territoire (DST) du Sénégal  puis expulsé vers la Guinée Conakry. Soutenu par Reporters sans frontières, Amnesty International, des personnalités françaises, dont le député Noël Mamère ou encore Patrick Farbiaz, il obtient le 13 juillet 2013 la possibilité de venir en France comme réfugié politique. En France, il est très actif dans le soutien des démocrates au Tchad, en lien avec les diasporas d'autres pays africains et la société civile française.
Entre 2018 et 2020, Makaila est attaqué en justice pour diffamation par Abbas Mahamat Tolli, neveu d'Idriss Déby, ancien ministre des finances et gouverneur de la Banque des États de l’Afrique centrale (BEAC). Le 26 janvier 2016, la justice française confirme la nullité de la plainte du 31 janvier 2018,.
En décembre 2021, avec la politique de la main tendu du président de la transition Mahamat Idriss Deby, Makaila Nguebla et quatre autres activistes politiques rentrent au pays. En Mars 2022, Makaila Nguebla est nommé conseiller aux droits humains à la Présidence de la République. Il participe au Dialogue national inclusif et à des discussions à l'Office des Nations unies à Genève.
Après un conflit avec le secrétaire général de la présidence, Makaila Nguebla revient en France en février 2024.